# Manfred Eicher
Manfred Eicher (Lindau, 1943. július 9. –) háromszoros Grammy-díjas német zenei producer.
Az ECM Records alapítója. A berlini Zeneakadémián végzett, majd 1969-ben megalapította az ECM nevű kiadóját, amely mára a világ egyik legnagyobb lemezkiadójává vált. Számos jazz-zenészt fedezett fel és szerződtetett a kiadóhoz, mint például Keith Jarrettet, Jan Garbareket, Chick Coreát, Gary Burtont, Dave Hollandet, Egberto Gismontit, Paul Bleyt, Pat Methenyt , Paul Motiant, Dino Saluzzit, John Surmant, Ralph Townert, Terje Rypdalt, Bobo Stensont és az Art Ensemble of Chicagót.
1984-ben ECM New Series néven elindította a kiadó kortárs- és klasszikus zenei ágát is, amelynél olyan zenészeknek jelentek meg lemezeik, mint Kurtág György, Arvo Pärt, Alfred Schnittke, Giya Kancheli, Heinz Holliger, Meredith Monk, Gavin Bryars, Steve Reich és John Adams, vagy az előadóművészek közül Kim Kashkashian, a The Hilliard Ensemble (beleértve a Jan Garbarekkel készül "Officium" produkcióját is), Gidon Kremer, Thomas Demenga, Schiff András, Heinz Holliger, a Keller Quartet, Dennis Russell Davies, Bruno Ganz és Jean-Luc Godard.
1990-ben társrendezője volt a Max Frisch elbeszéléséből készült Holozän című filmnek, amely a Locarnói Nemzetközi Filmfesztiválon különdíjat kapott. Több zenével kapcsolatos film elkészítésében is részt vett.

## Kitüntetések
1986-ban megkapta a Német Zenekritikusok díját, majd ezt követték a "Grand Prix du Disque" (Franciaország), az Edison-díj (Hollandia), majd a Grammy-díj. 1998-ban megkapta München város zenei díját. 1999-ben a svéd király rendkívül rangos kitüntetését, a Polar-díjat kapta meg, valamint az észt köztársasági elnök Szűz Mária Országa érdemkeresztjét. 2001-ben Manfred Eicher a norvég királytól kapott Királyi Érdemrendet.
2000-ben a Brightoni Egyetem a kortárs zene területén végzett kiemelkedő munkájáért tiszteletbeli professzorává választotta. 2002-ben az év klasszikus zenei producereként Grammy-díjat kapott, és 2002-ben, valamint 2003-ban ugyanezzel a díjjal tüntették ki.